# Günter Schewe
Günter Schewe (* 12. November 1930; † 5. Februar 1997 in Kiel) war ein deutscher Rechtsmediziner, Jurist und Hochschullehrer.

## Ausbildung und Beruf
Schewe absolvierte zwei Studiengänge, Rechtswissenschaft und Medizin; seine Studienorte waren Freiburg im Breisgau, München und Hamburg. In Hamburg promovierte er mit einer Arbeit zum Verbotsirrtum in Rechtswissenschaften, bevor er 1960 die zweite juristische Staatsprüfung bestand. Ein Jahr später hatte er auch das Medizinstudium erfolgreich abgeschlossen. Er wechselte an die Christian-Albrechts-Universität zu Kiel zu Wilhelm Hallermann und erwarb mit einer Arbeit zu Vorsatz unter Berücksichtigung des Bewusstseinszustands 1964 den medizinischen Doktorgrad.
In seiner Zeit als Wissenschaftlicher Assistent am Institut für Gerichtliche und Soziale Medizin der Johann Wolfgang Goethe-Universität Frankfurt am Main habilitierte er sich 1969 in Rechtsmedizin; er hatte zu strafrechtsdogmatischen Aspekten des Willensproblems aus dem Blickwinkel von Medizin und Psychologie gearbeitet.
Ab 1971 war Schewe Leiter des rechtsmedizinischen Instituts der Justus-Liebig-Universität Gießen, zunächst kommissarisch ab 1973 auf dem Lehrstuhl für Rechtsmedizin. 1988 wechselte er auf den Lehrstuhl in Kiel in Nachfolge Oskar Grüners.

## Forschungsinteressen
Die Interessen Schewes lagen im Grenzbereich zwischen Medizin und Recht. Es sind zu nennen:
- Todesdefinition in Zusammenhang mit Organspenden
- rechtlich-medizinische Fragen der Sterbehilfe
- Haftung von Krankenpflegern
- Leistungs- und Arbeitsfähigkeit von Dialysepatienten
- Nachweis von Alkoholmissbrauch
- Festlegung einer Grenze von Alkohol- und Drogenrausch sowie von Medikamentwnwirkungen für die Fahrtüchtigkeit

## Mitgliedschaften
Deutsche Gesellschaft für Rechtsmedizin (DGRM); Vorsitzender von
1990 bis 1992